# Axel Olrik
Pour les articles homonymes, voir Olrik (homonymie).
Axel Olrik (3 juillet 1864 - 17 février 1917) est un folkloriste danois qui contribua aux premières interprétations des légendes de la mythologie nordique, en analysant les Eddas ainsi que la Gesta Danorum de Saxo Grammaticus.